# Hedvig Eva De la Gardie
Hedvig Eva De la Gardie, född Rålamb 1747, död 12 februari 1816 i Stockholm, var en svensk grevinna och överhovmästarinna.

## Biografi
Hedvig Eva De la Gardie var dotter till presidenten friherre Claes Gustaf Rålamb och friherrinnan Christina Sophia Sack, samt sondotter till Gustaf Rålamb. Hon gifte sig 1765 med greve Pontus Fredrik De la Gardie och blev mor till Jacob De la Gardie (1768–1842) och Axel Gabriel De la Gardie (1772–1838).
Hedvig Eva De la Gardie var överhovmästarinna hos änkedrottning Sophia Magdalena mellan 1792 och 1813. Som sådan nämns hon i Marianne Ehrenströms memoarer.  År 1797 uppstod en mindre konflikt mellan henne och Sofia Magdalena gällande mottagandet av Fredrika av Baden. De la Gardie insisterade på att Sofia Magdalena skulle ta emot Fredrika i sitt eget rum snarare än på slottstrappen med resten av kungahuset, men Sofia Magdalena insisterade på att ingorera protokollet och välkomnade i stället Fredrika direkt; när Fredrika sedan skulle kyssa henne på hand, reste hon henne rentav upp och omfamnade henne.  
Hedvig Elisabet Charlotta benämner henne år 1806 som en av de få personer Sofia Magdalena brukar äta middag med, vid sidan av Maria Aurora Uggla, Virginia Charlotta Manderström och Caroline Lewenhaupt.